# Brazosa appendiculata
Brazosa appendiculata är en insektsart som beskrevs av Rauno E. Linnavuori och Delong 1976. Brazosa appendiculata ingår i släktet Brazosa och familjen dvärgstritar. Inga underarter finns listade i Catalogue of Life.